# 南原ジャンクション
南原ジャンクション（ナムォンジャンクション、ハングル：남원 분기점）は、大韓民国全北特別自治道南原市にある順天-完州高速道路（27号線）と光州-大邱高速道路（12号線）を結ぶジャンクション。

## 沿革
- 2010年12月28日：全州ジャンクション - 西南原インターチェンジ間開通に伴い供用開始[1]。

## 接続する路線
光州・大邱方面
- 光州-大邱高速道路（12番）

順天・完州方面
- 順天-完州高速道路（27番）

## 隣
光州-大邱高速道路
南原SA - (16) 南原JCT - (17) 南原IC
順天-完州高速道路
(5) 西南原IC - (6) 南原JCT - (7) 北南原IC